# Glossodoris edenticulata
Glossodoris edenticulata är en snäckart som först beskrevs av White 1952.  Glossodoris edenticulata ingår i släktet Glossodoris och familjen Chromodorididae. Inga underarter finns listade i Catalogue of Life.